# Mi-35M
Mi-35M – rosyjska głęboka modernizacja śmigłowców Mi-24W, opracowana na przełomie XX i XXI wieku. W odniesieniu do śmigłowców przeznaczonych dla armii rosyjskiej stosowane jest oznaczenie Mi-24WM.

## Historia
W latach 90 XX wieku podstawowym śmigłowcem bojowym Sił Zbrojnych Federacji Rosyjskiej pozostawał Mi-24, mimo że wprowadzono już do służby jego następcę, czyli Ka-50. Produkcja tego ostatniego pozostawała jednak na niskim poziomie (ostatecznie zaprzestano jej w roku 2009) i niewiele takich maszyn trafiło do rosyjskich sił zbrojnych. Wobec tego władze rosyjskie postanowiły zmodernizować posiadane śmigłowce Mi-24. Sprawą modernizacji miało się zająć przedsiębiorstwo Rostwiertoł, które w latach 1973–1989 prowadziło masową produkcję śmigłowca Mi-24. Jako że po 1989 roku kontynuowało ono produkcję pojedynczych egzemplarzy Mi-24 (głównie dla lotnictwa Ministerstwa Spraw Wewnętrznych Federacji Rosyjskiej), posiadało odpowiednie oprzyrządowanie.
Głównym celem modernizacji było przedłużenie planowanego okresu eksploatacji śmigłowców Mi-24, poprawienie właściwości lotnych poprzez zwiększenie mocy silników w stosunku do masy maszyny, a także zastosowanie nowego uzbrojenia oraz systemów umożliwiających wykonywanie lotów w dzień i w nocy.
Pierwsza publiczna prezentacja makiety nowego śmigłowca oznaczonego jako Mi-35M miała miejsce w roku 1995 podczas pokazów lotniczych MAKS-1995, a także podczas Paris Air Show. Był to śmigłowiec przygotowywany we współpracy z Francuzami, wyposażony m.in. w termowizor Chlio. Nie spełnił on jednak oczekiwań strony rosyjskiej i w roku 1997 zerwano współpracę i zdecydowano się na zastosowywanie awioniki rosyjskiej.
Oblotu prototypu dokonano 3 marca 1999 roku (początkowe plany zakładały oblot w roku 1996, a następnie w 1998). Jednakże na początku XXI wieku władze rosyjskie zdecydowały, że podstawową modernizacją śmigłowców Mi-24 znajdujących się na wyposażeniu wojska Rosji będzie nie Mi-35M, a Mi-24PN (modernizacja śmigłowca Mi-24P wyposażona m.in. w nowe systemy pilotażowe).
Wobec tego rozpoczęto poszukiwania potencjalnych użytkowników Mi-35M za granicą. Pierwszy kontrakt na dostawę śmigłowców Mi-35M podpisano w roku 2005, ich odbiorcą stała się Wenezuela.
Kolejnymi użytkownikami śmigłowców Mi-35M stały się Brazylia (kontrakt z 2008 roku), Rosja (kontrakt z 2010 roku) i Azerbejdżan (kontrakt z 2011 roku).

## Opis techniczny
Śmigłowiec Mi-35M powstał na bazie Mi-24W. W związku z tym układ konstrukcyjny, system sterowania, układ przeniesienia napędu oraz szereg innych elementów odpowiada seryjnej maszynie Mi-24W.  Główne różnice to nowe systemy: nawigacyjny, pilotażowy, sterowania uzbrojeniem, łączności, itp. Ponadto zastosowano nowe, mocniejsze silniki (ТWЗ-117WМА lub WK-2500) o mocy 2200 KM każdy, nowe wirniki, a także wprowadzono zmiany w konstrukcji płatowca i podwozia.
Modernizacja układu nośnego objęła montaż nowego wirnika nośnego z kompozytowymi łopatami i nową głowicą, a także montaż śmigła ogonowego w układzie „X”, pochodzącego ze śmigłowca Mi-28N. Do zasadniczych zmian w konstrukcji maszyny należą: nowe, skrócone skrzydła oraz stałe podwozie w miejsce chowanego. Nowy sposób mocowania przeciwpancernych pocisków kierowanych (w blokach po osiem sztuk na jednym wysięgniku) pozwolił na skrócenie skrzydeł. Posiadają one cztery wysięgniki (stare miały ich sześć). Zastosowanie stałego podwozia poprawiło bezpieczeństwo w locie na skrajnie małej wysokości, a także oszczędności w masie konstrukcji (o 85–90 kg).
Na śmigłowcu Mi-35M zamontowano nowy kompleks pokładowego wyposażenia obserwacyjno-celowniczego oraz pilotowego zapewniający możliwość pilotowania śmigłowca o każdej porze dnia i nocy, w tym na bardzo małych wysokościach (do 50 m). Ponadto zastosowane wyposażenie pozwala na całodobowe wykorzystanie uzbrojenia rakietowego. Loty przy szczątkowym oświetleniu naturalnym i w nocy są możliwe dzięki dostosowaniu kabiny śmigłowca do stosowania gogli noktowizyjnych (np. OWN-1 Skosok lub GEO-ONW-1).
Dla zwiększenia możliwości bojowych Mi-35M posiada nowe systemy uzbrojenia. Jako uzbrojenie przeciwpancerne zastosowano ppk Ataka-W. System Ataka-W powstał jako rozwinięcie wcześniejszego systemu Szturm-W (zainstalowany na śmigłowcu Mi-24W). Do walki z celami powietrznymi służą rakiety powietrze-powietrze Igła-W lub opcjonalnie G3-Ch Wega. Ponadto do zestawu uzbrojenia wprowadzono niekierowane pociski rakietowe typu S-13. Natomiast w nosie śmigłowca zainstalowano chłodzone wodą działko GSz-23W.

## Warianty
- Mi-35M1 (lub Mi-35M) – oznaczenie wariantu podstawowego modernizacji Mi-35M.
- Mi-35M2 – wariant Mi-35 przeznaczony dla wenezuelskiej armii. Oznaczenie wenezuelskie: Caribe[8][9].
- Mi-35M3 – oznaczenie wersji wyposażonej w nowsze systemy awioniki i uzbrojenia[4].
- Mi-35M4 – wariant Mi-35 przeznaczony dla Brazylijskich Sił Powietrznych. Ta wersja posiada izraelską awionikę, główne uzbrojenie stanowi działko GSz-23W umieszczone w ruchomym stanowisku pod dziobem śmigłowca oraz ppk Ataka i rakiety plot. Igła-W. Brazylijskie oznaczenie: AH-2 Sabre[10][11]

## Użytkownicy
- Azerbejdżan – w roku 2011 rząd Azerbejdżanu podpisał kontrakt z przedsiębiorstwem Rostwiertoł na dostawę 24 śmigłowców Mi-35M[12][13]
- Brazylia – w październiku 2008 roku zamówiono 12 maszyn Mi-35M4. W przetargu śmigłowiec Mi-35M pokonał Agusta A129 Mangusta i Eurocopter Tiger. Pierwsze śmigłowce Mi-35M4 (lokalne oznaczenie AH-2 Sabre) przyjęto na wyposażenie w roku 2010, a dostawa ma się ostatecznie zakończyć w roku 2014[14][15][16][17][10]
- Irak
- Rosja – w roku 2010 zamówiono kilkadziesiąt śmigłowców Mi-35M. Na przełomie lat 2011 i 2012 dostarczono do wojska pierwsze śmigłowce[18][19]
- Wenezuela – w roku 2005 zamówiono 10 śmigłowców Mi-35M2, pierwsze maszyny dostarczono w roku 2006. Znajdują się one na wyposażeniu lotnictwa wojsk lądowych[8][7].
- Serbia
- Zimbabwe - 6 sztuk